# ViO (Getränk)
ViO ist eine Mineralwasser- und Limonadenmarke, die zu dem US-amerikanischen Getränkekonzern Coca-Cola gehört.
Die Mineralwassermarke ViO wurde im Mai 2007 als 0,5-Liter-Flasche für das Marktsegment „Unterwegsmarkt“ auf den Markt gebracht. Mittlerweile ist es auch in Flaschen zu 1 Liter (PET-EW oder MW-Glasflasche) und 1,5 Liter erhältlich. ViO wird unter anderem von Lufthansa, Subway und Kamps sowie den Kinoketten Cinemaxx und UCI im Sortiment geführt. Eingetragen wurde die Marke 2003 in Deutschland als Wortmarke für The Coca-Cola Company, im Jahr 2007 erfolgte der Rechtsübergang der Marke auf die Apollinaris GmbH. Vertrieben wird diese Mineralwassermarke unter dem Claim „Kenner trinken ViO“, welche als Wortmarke auf The Coca-Cola Company eingetragen wurde, deutschlandweit. Mit der Rechtsübertragung erfolgte der deutschlandweite Markteinstieg des stillen Mineralwassers.
Das Wasser der Marke ViO wird von Apollinaris, das seit Mai 2006 zum US-Konzern Coca-Cola gehört, vertrieben und aus der „Lüner Quelle“ in Lüneburg Niedersachsen abgefüllt. Hierfür werden 1000 m³ pro Tag gefördert, die Menge soll mit einer zusätzlichen Bohrung verdoppelt werden.
Laut Verpackung werden die Flaschen zu 100 % aus recyceltem Plastik hergestellt, was sich aber weder auf den Deckel noch auf das Label bezieht.
Chemische Zusammensetzung:
| Stoff            | Menge in mg/l |
| ---------------- | ------------- |
| Kalium           | k. A. (1,7)   |
| Natrium          | 15 (11)       |
| Calcium          | 51 (51)       |
| Magnesium        | 5,3 (6)       |
| Hydrogencarbonat | 152 (174)     |
| Sulfat           | 19 (12)       |
| Chlorid          | 20 (12)       |

Werte aus dem Analyseauszug einer Vio Flasche 06.2018 (Werte in Klammern aus Stiftung Warentest 07/2012 für Vio.)

## Marken
- ViO Still
- ViO Medium
- ViO Spritzig

- ViO BiO LiMO
  - Grapefruit-Rote Johannisbeere
  - Dark Berries
  - Orange
  - Zitrone-Limette
  - Limette & Gurke

- ViO BiO LiMO leicht
  - Apfel-Brombeere
  - Orange-Mango-Passionsfrucht
  - Zitrone-Limette-Minze
  - Ingwer
  - Kräuter
  - Mate

- ViO Schorle
  - Apfel
  - Rhabarber
  - Johannisbeere